# Tunguska (strip)
Tunguska je 22. epizoda strip edicije Marti Misterija. U SR Srbiji, tada u sastavu SFRJ, ova epizoda je objavljena prvi put u februaru 1985. godine kao vanredno izdanje Lunov magnus stripa #22. u izdanju Dnevnika iz Novog Sada. Cena sveske bila je 120 dinara (1,4 DEM; 0,45 $). Epizoda Tunguska počinje tek na 35. strani sveske. Prvi deo sveske sadržao je završni deo epizode koja je počela u #21. Istinite tajne.

## Originalna epizoda
Ova epizoda je premijerno objavljena 1. januara 1984. u Italiji pod nazivom Tunguska! za izdavačku kuću Boneli (Italija). Cena je bila 800 lira ($0,56; 1,39 DEM). Epizodu siu nacrtali Đanpjero Kasertano (Giampiero Casertano), a scenario je napisao Alfredo Kasteli. Naslovnu stranu nacrtao je Đankarlo Alesandrini.

## Sadržaj
Naučnik Strokov iz Rusije poziva Martija Misteriju da dođe u Sovjetski Savez kako bi mu pomogao da istraži misteriozni događaj u Tunguski, koji se desio 30. juna 1908. godine u 7:15 ujutru. Događaj je ličio na eksploziju atomske bombe i  uništio sve oko sebe. Njegovi efekti osećali su se i u drugim zemljama, ali do danas niko nije uspeo da reši misteriju tog događaja. Postojale su različite teorije, ali nijedna od njih još uvek nije dokazana. Marti treba da krene u Tungusku kako bi istražio događaj. Pridružuje mu se član Akademije nauka Nadja Timofejeva, a u ekspediciji je i naučnik Kulik, komunista koji radi za KGB i koji ne podnosi Martija. Veče pred polazak, Nadja dolazi kod Martija u sobu i otkriva da se u njegovom sakou nalazi mikrofilm, koji je verovatno podmetnut da bi ga policija zaustavila i optužila za špijunažu. Ekspedicija kreće avionom iz Moskve za Krasnojarsk. Deo puta moraju da pređu vozom kako bi na kraju stigli do rezervata Tunguska. Istražujući okolinu, Marti primećuje da su drveća mnogo viša nego što je uobičajeno, a zatim ekspedicija nailazi na džinovskog losa, koji je otprilike četiri ili pet puta veći od uobičajenih dimenzija. Ruski vojnici koji prate ekspediciju odmah otvaraju vatru na losa po naređenju naučnika Kulika. 

## Debitantska epizoda za Kasertana
Ovo je prvi Kasertanov rad na Marti Misteriji. (Nacrtao je još Rušilački um i Čarobni napitak, specijal Car demon kao i par kratkih priča). Ipak, on će strip publici postati poznat kasnije po svom radu na serijalu Dilan Dog.

## Lik naučnika Kulika
Doktor Kulik je zapravo profesor Leonid Aleksijevič Kulik (1883, Tartu, Estonija - 1942), ruski naučnik koji je prvi izveo ekspediciju u Sibir.

## Cenzura
Dnevnik je u izdanju iz 1985. godine na više mesta cenzuirsao ovu epizodu kroz izmenjene dijaloge ili izbacivanje čitavi scena.

## Reprize ove epizode
U Srbiji je ova epizoda reprizirana u knjizi #4 kolekcionarske edicije Biblioteka Marti Mistrija koju je objavio Veseli četvrtak, 17.7.2022. U Italiji je epizoda prvi put reprizirana u 1. februara 1991. godine u okviru edicije Tutto Martyn Mystere, dok je u Hrvatskoj prvi put reprizirana kao #14. u izdanju Libelusa 18.4.2008. pod nazivom Tunguska!.  Ova epizoda je u Italiji izašla još u Raccolti, #11/12 i u tuttoMystere seriji #22/24.

## Prethodna i naredna sveska vanrednog izdanja LMS
Prethodna sveska nosila je naziv Istinite tajne (#21), a naredna Zločin u Tajgi (#23).
Pogledati još: Marti Misterija (spisak epizoda)